# Agustín Pedro Justo
Agustín Pedro Justo Rolon (26. února 1876 Concepción del Uruguay – 11. ledna 1943 Buenos Aires) byl argentinský politik a voják. V roce 1932 se stal 18. prezidentem Argentinské republiky. Vzhledem k různým státním zřízením Argentiny v minulosti je považován za 23. prezidenta země. Byl jedním ze dvou hlavních představitelů vojenského převratu ze září 1930, kterým byl sesazen zvolený prezident Hipólito Yrigoyen. Působil v argentinské armádě, dosáhl hodnosti divizního generála.

## Život

### Mládí a profesionální začátky
Narodil se ve městě Concepción del Uruguay, jeho otec Agustín Pedro Justo byl guvernérem provincie Corrientes a poslancem za Buenos Aires ve federálním parlamentu. Ve věku 11 let se Agustín Pedro Justo ml. přidal k armádě, a začal na Vojenské akademii studovat dělostřelectvo. Jak kadet se v roce 1890 zúčastnil tzv. revoluce z parku, též zvané revoluce roku 90, kdy spolu s jinými kadety ukořistili zbraně svým instruktorům, ale byli zpacifikováni. Justo byl v roce 1892 z akademie vyřazen v hodnosti poručíka a pokračoval studiem stavebního inženýrství na Univerzitě v Buenos Aires. V roce 1902 byl povýšen do hodnosti kapitána. O dva roky později byl jeho vysokoškolský titul uznán i jako vojenský inženýr. Následně se stal profesorem na Vojenské akademii pro důstojníky a byl povýšen do hodnosti majora. Později působil také na Dělostřelecké vojenské akademii jako profesor a učil telemetrii a telegrafii. Potom působil jako vojenský atašé v různých diplomatických misích, v té době už v hodnosti podplukovníka. V roce 1910 se stal velitelem 4. dělostřelecké brigády ve městě Córdoba. O pět let později byl jmenován ředitelem Vojenské akademie, kde setrval dalších sedm let. Právě v této funkci získal významné kontakty v armádě a politice. V této době se stal podporovatelem politiky Marcela Torcuata de Alvear, který byl hlavním rivalem Hipólita Yrigoyena, tehdejšího prezidenta republiky a lídra Radikální občanské unie. Poté, co právě Alvear vystřídal v roce 1922 Yrigoyena ve funkci prezidenta, byl Justo jmenován ministrem války. V následujícím roce byl povýšen do hodnosti brigádního generála a v roce 1927 do hodnosti divizního generála. Ministrem zůstal až do konce funkčního období prezidenta Alveara v roce 1928.

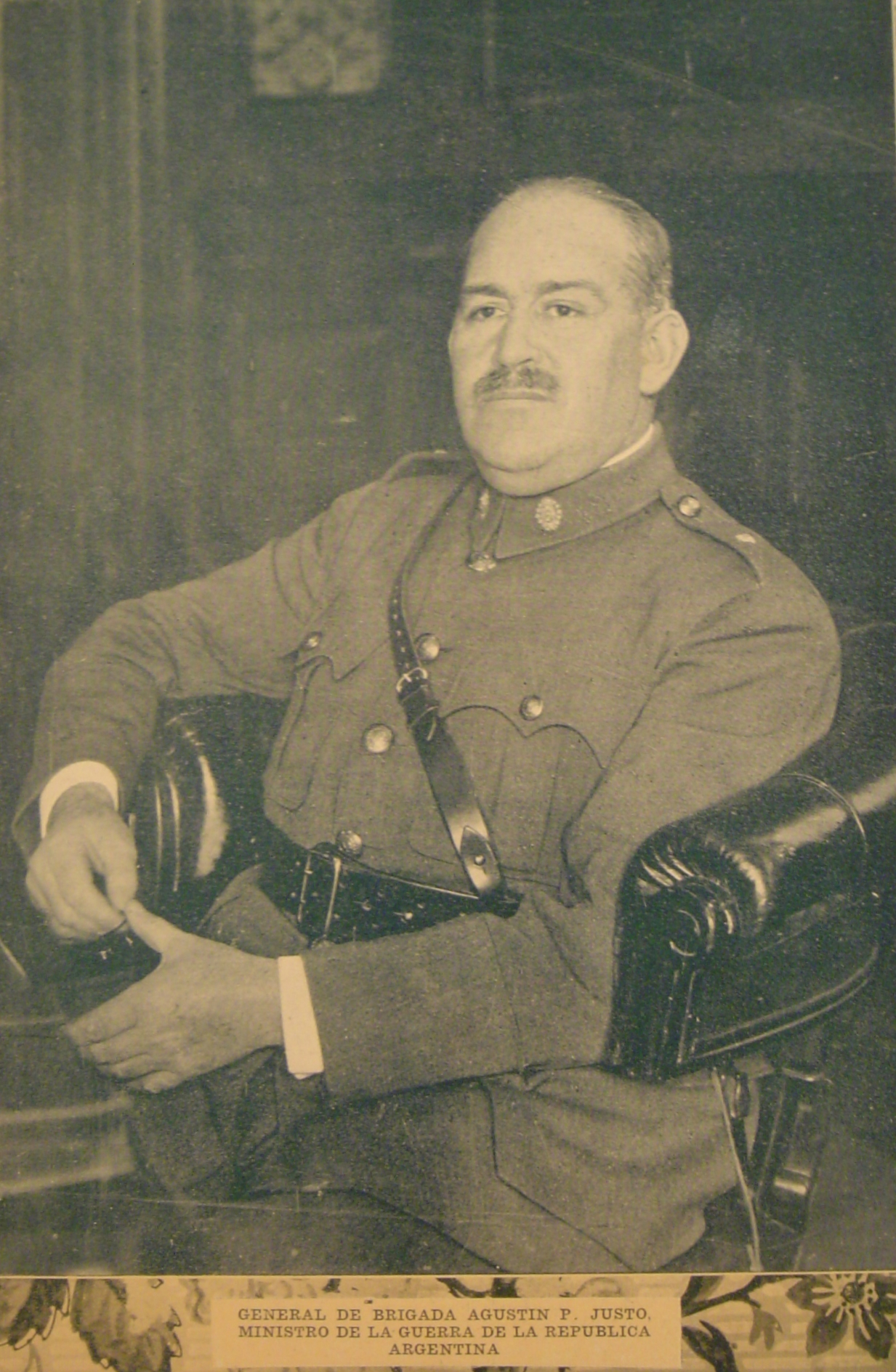
Agustín Pedro Justo v roce 1926.

Justo se přidal ke skupině politických a vojenských představitelů, kteří byli nespokojeni s vítězstvím Yrigoyena v prezidentských volbách v roce 1928. Právě Justo se stal klíčovou osobou, kolem níž se začala tvořit skupina nespokojených armádních důstojníků, kteří chtěli prezidenta Yrigoyena sesadit. Armáda však nebyla v této otázce jednotná, dokonce ani mezi nespokojenou částí vojska nepanovala jednota o tom, jakým způsobem případný převrat provést a co následně se zemí dělat. Justo se stal vůdcem umírněného křídla nespokojené části armády, které chtělo především svrhnout prezidenta, v čele radikálního křídla stál generál José Félix Uriburu. Tato část armády obdivovala evropské diktátory, především Benita Mussoliniho a chtěla v zemi zavést podobný politický systém. Velkým negativem pro další fungování Argentiny byl krach burzy na Wall Street v roce 1929. Tím začala celosvětová hospodářská krize, která velmi snížila příjmy státu, zvýšila nezaměstnanost a způsobila velké napětí ve společnosti. Celonárodní problém způsobila také vražda senátora a vůdce opozice Carlose Washingtona Lencinase, kterou v listopadu 1929 spáchali Yrigoyenovi stoupenci ve snaze získat kontrolu nad senátem. Zastánci opozice získali v armádě dostatečnou převahu a tak generál Uriburu zahájil 6. září 1930 vojenský převrat, kterým byl sesazen prezident Hipólito Yrigoyen. Puč trval pouze jeden den, armáda se nesetkala s žádným odporem. Uriburu reprezentoval katolickou konzervativní oligarchii a současně silné nacionalisty. Dne 10. září 1930 uznal Nejvyšší soud Argentinské republiky generála Uriburua za faktického prezidenta, čímž legitimizoval i budoucí vojenské převraty. Vojenská vláda následně rozpustila parlament i senát a vyhlásila výjimečný stav. Za týden uznaly vojenskou vládu i Spojené státy a Velká Británie. Uriburu také zpochybnil Zákon Sáenz Peña, který od roku 1912 zaručoval všeobecné volební právo pro všechny muže, neboť podle něj na jeho základě vládla zemi negramotná a nevzdělaná většina. Vojenská vláda zavedla poprvé v moderní historii Argentiny systematický represivní režim, který se vyznačoval potlačováním lidských práv a pronásledováním příznivců bývalého prezidenta Yrigoyena, levičáků, komunistů a dalších politických oponentů. Došlo k uvěznění několika politiků včetně bývalého prezidenta Yrigoyena, byla zrušena autonomie univerzit, zavedená cenzura tisku. Celosvětové krizi však nedokázal čelit ani Uriburu.

### Prezident Argentiny

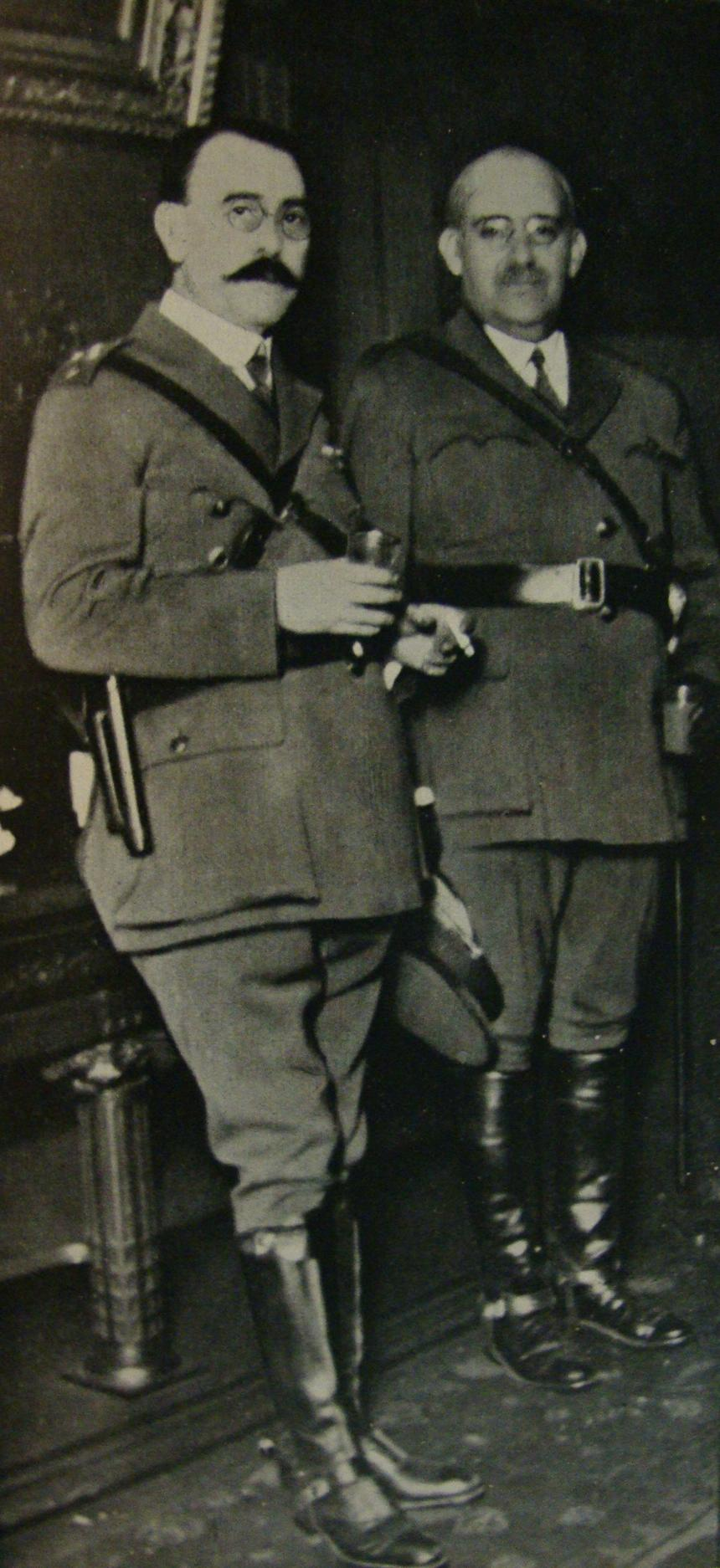
Vůdcové vojenského převratu z roku 1930, José Félix Uriburu a Agustín Pedro Justo.

Justo byl sice hlavním spojencem generála Uruburua při vojenském převratu, ale postupně se snažil od jeho politiky spíše distancovat a hledal podporu pro svou případnou prezidentskou kandidaturu. Uriburuovu přímou nabídku stát se prezidentem však odmítl. Postupně se mu podařilo získat podporu odpůrců bývalého prezidenta Yrigoyena z jeho vlastní strany Radikální občanské unie. Aby Justo získal podporu i od tradiční konzervativní oligarchie, za potenciálního viceprezidenta si vybral Julia Argentina Pascuala Rocu , který byl synem bývalého prezidenta a dlouholetého lídra Národní autonomistické strany Julia Argentina Rocy. Na konci roku 1931 se konaly prezidentské volby které vyhrál právě Justo. Volby však byly poznamenány velkými volebními podvody a manipulacemi. Úřadu prezidenta ujal v únoru 1932 a byl vnímán jako zástupce tradiční pravicové konzervativní a katolické oligarchie. Justa tak podporovaly tři politické strany, konzervativci, konzervativní část socialistů a bývalá část radikální strany, která z ní vystoupila pro nesouhlas s bývalým prezidentem Yrigoyenem. Tyto tři strany se sdružily do politického subjektu Concordance. Nový prezident hned zrušil výjimečný stav, který byl vyhlášen během vojenského převratu v roce 1930. Následně nechal propustit bývalého prezidenta Yrigoyena a jiné politické vězně a umožnil mnohým profesorům vrátit se do škol. Prezident Justo se také postavil proti polovojenské organizaci založené jeho předchůdcem Uriburuem. Změna nastala i v případě, že došlo ke stávce dělníků, Justo na ně neposlal armádu, ale raději vyjednával. Také pro tyto důvody byla jeho vláda přijímána mnohem lépe než předchozí vojenský režim. Jeho vláda musela začít rychle řešit i problémy spojené s celosvětovou hospodářskou krizí. Došlo tak k prosazení úsporných opatření a snížení veřejných výdajů. Vláda prosadila rozvoj silniční infrastruktury, čímž chtěla zemi jednak modernizovat, ale i řešit její ekonomické problémy. Justově vládě se podařilo výrazně snížit státní dluh Argentiny a celkově zlepšit finanční stav státu. Vládě se také podařilo zlikvidovat deficit zahraničního obchodu. Hlavní postavou těchto ekonomických úspěchů byl ministr financí Federico Pinedo. V roce 1935 nechala vláda založit novou centrální banku Banco Central de la República Argentina, která se stala hlavním nástrojem pro ekonomické reformy.

### Dohoda Roca-Runciman
Vláda však musela čelit i častým pokusům o povstání, o která se snažili členové Radikální občanské unie. Armáda tyto pokusy zpravidla rychle potlačila, vláda však reagovala zatýkáním a vězněním lídrů strany. Bývalý prezident Yrigoyen byl uvězněn v roce 1933, kdy byl už vážně nemocný a zakrátko zemřel, přičemž jeho pohřeb se změnil na velkou protivládní demonstraci. Justo nechal uvěznit a následně vyhostit i bývalého prezidenta Alveara, který byl před tím spíše Justovým spojencem. Ve stejném roce musela Argentina řešit i vážný obchodní problém s Velkou Británií, která již nebyla ochotna přijímat tolik argentinského zboží jako před tím, přičemž upřednostňovala zboží domácí nebo ze svých kolonií. Prezident vyslal do Británie viceprezidenta Rocu aby vyjednal dohodu. Již 27. dubna došlo k podpisu tzv. Dohody Roca-Runciman. Argentina přistoupila na tuto dohodu kvůli velkému tlaku ze strany svých vlastních domácích zemědělců, chovatelů a producentů potravin. Dohoda však byla pro zemi velmi nevýhodná, protože stanovovala dovozní kvótu, která byla jednak mnohem nižší, než míra obchodu před tím a současně nižší, než míra dovozu z kolonií. Na druhé straně musela Argentina ustoupit britským společnostem v jiných odvětvích hospodářství. Británie tak časem získala faktickou kontrolu nad argentinským hospodářstvím. Dohoda vyvolala vážné rozepře i v prezidentově Národní demokratické straně, která byla hlavní částí velké koalice Concordance. Pozic zahraničních společností začali využívat někteří politici, kteří je přirovnávali ke koloniálním časům. Postupně se tak začala tvořit různá nacionalistická hnutí. Vznikl politický proud označovaný jako ekonomický nacionalismus, který poukazoval na nevyvážené obchodní vztahy Argentiny a jejích zahraničních partnerů, kdy Argentina poskytovala mnohem větší prostor, než poskytovali pro její podnikatele a produkty zahraniční partneři doma. Na mezinárodní úrovni se Justo snažil vylepšit vztahy s Brazílií a Uruguayí. Spolu s dalšími zeměmi Jižní Ameriky se snažil vytvořit dohodu, která by je společně bránila proti případným intervencím ze strany USA. Za zásluhy na urovnání války mezi Paraguayí a Bolívií obdržel Justův ministr zahraničí Carlos Saavedra Lamas v roce 1936 Nobelovu cenu za mír, čímž se stal vůbec prvním člověkem z Latinské Ameriky, kterému se to podařilo. Prezident Justo skončil ve funkci v roce 1938, za nového prezidenta byl vybrán Roberto María Ortiz, který následně „vyhrál“ volby a stal se prezidentem.

### Poslední období
Po odchodu z funkce se Justo zcela stáhl z politického života. Začal se věnovat přípravě životopisu prvního prezidenta moderní Argentiny Bartolomého Mitrey, kterého velmi obdivoval. Rok po odchodu z funkce tuto knihu i napsal a vydal. Justo zemřel v lednu 1943, pohřben je v Buenos Aires.